# Охиа
Охиа (лат. Metrosíderos polymorpha, гав. ʻōhiʻa lehua) — вид деревьев, рода Метросидерос семейства Миртовые (Myrtaceae). Цветковое вечнозелёное растение, эндемик Гавайских островов.

## Ботаническое описание

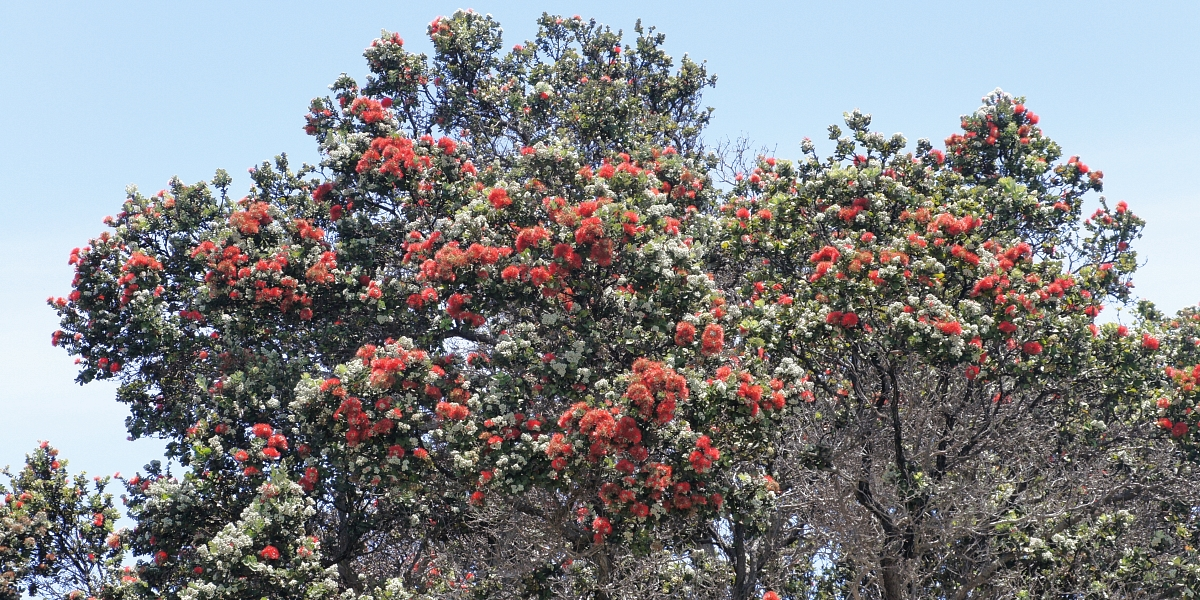
Крона охиа

Дерево высотой 20-30 метров, при неблагоприятных условиях (недостаток почвы, осадков или тепла) — кустовая форма.
Растет относительно медленно, стволы имеет различную форму. Кора молодых деревьев серая и гладкая. C возрастом, на тропическом солнце, кора выцветает, становится светлее и растрескивается, у старых деревьев она серебристого цвета и отслаивается. Деревья, растущие во влажных лесах часто образуют воздушные и ходульные корни. В высокогорной местности и в районах с бедными почвами и небольшим количеством осадков чаще растут в виде угнетённых кустов.

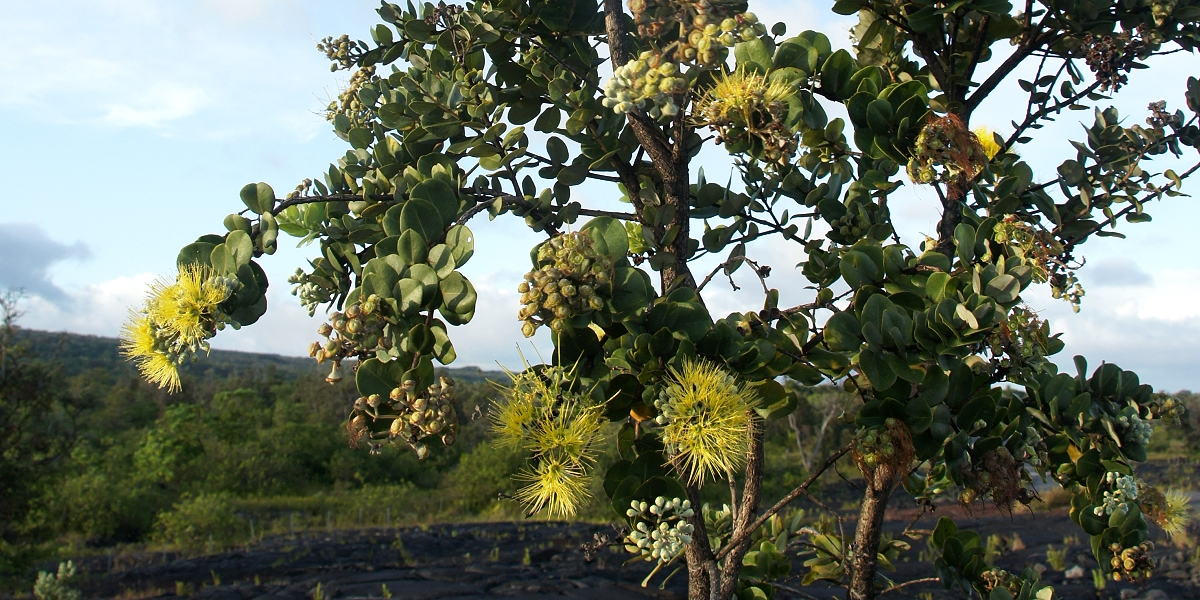
Жёлтые цветы охиа встречаются редко

Цветки собраны в верхушечные щитковидные соцветия, с невзрасным околоцветников и многочисленными ярко окрашенными тычинками разных оттенков от тёмно-красного до тёмно-розового (цвет мяса лосося), реже встречаются жёлтого цвета.
Семена очень мелкие, легко разносятся ветром и одни из первых начинают расти на новых застывших лавовых потоках.
Из-за огненно-красной окраски цветков почитатели Гавайских традиций относятся к дереву как к олицетворению богини вулканов Пеле.

### Среда обитания

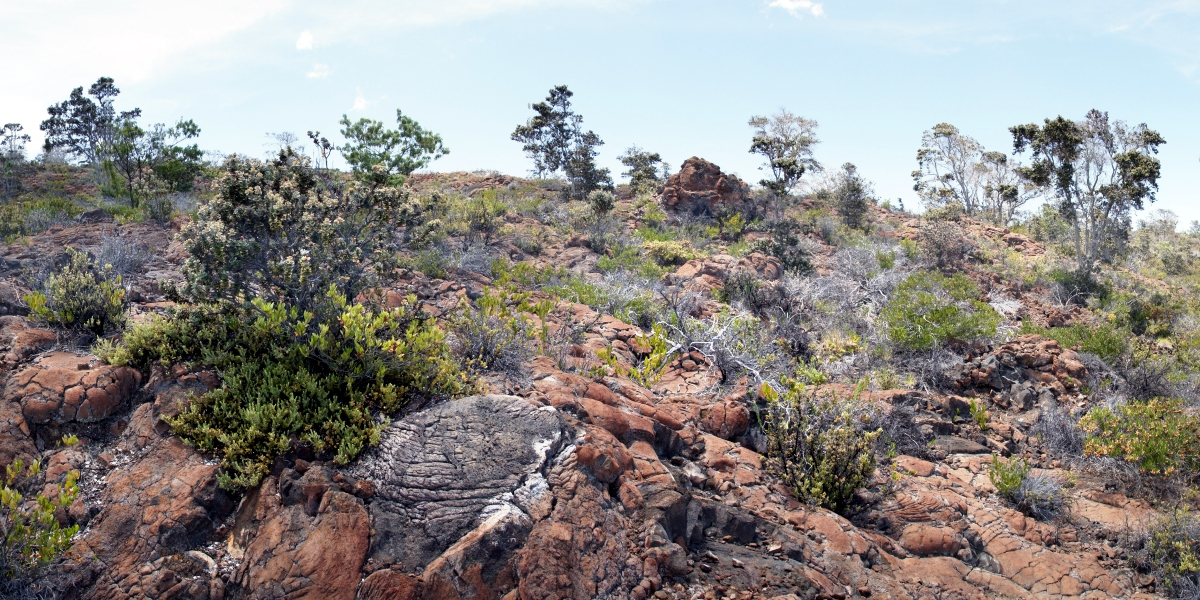
Охиа высоко в горах

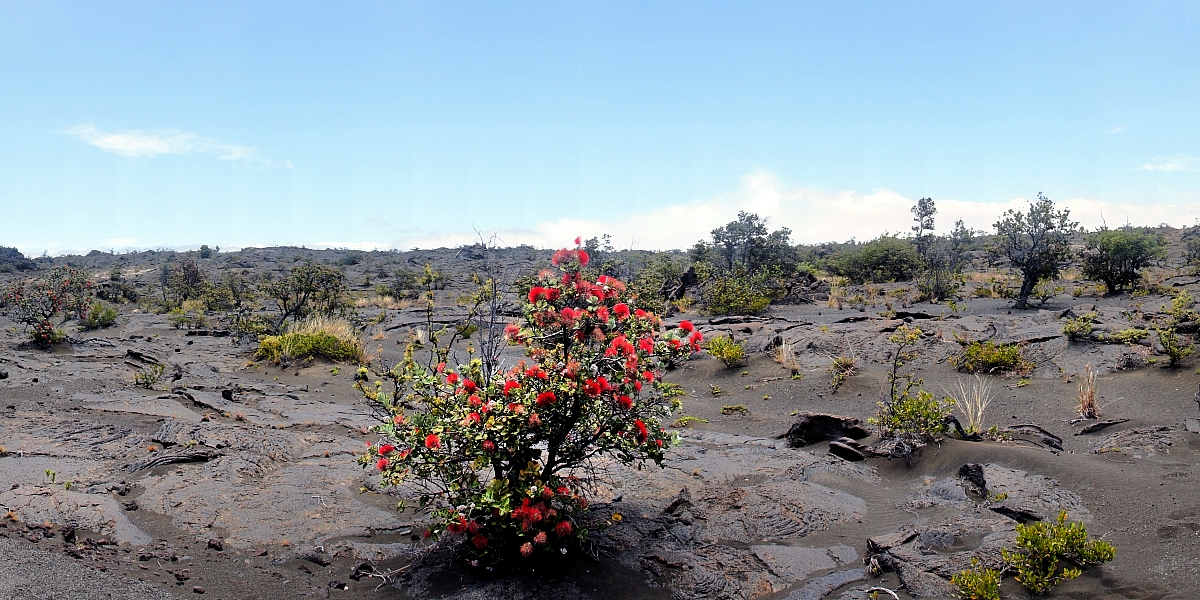
Охиа — пионерный вид на лаве

Охиа — одно из наиболее распространенных деревьев в лесах острова Гавайи. Оно растет от уровня моря до высотной границы леса на уровне 2500 метров, и обычно встречается во влажных и более сухих лесах.
Доминирует во влажных «облачных лесах» выше уровня 400 метров вместе с Акация коа.
Предпочитает:
- Различные почвы с кислотностью рН 3.6-7.4
- 1000-3000 мм годовых осадков, но выдерживает и 400 мм, и более чем 10000 мм[4].

## Использование
Древесина плотная, гибкая, стойкая к гниению. Сердцевина красновато-коричневая, тонкая текстура, удельный вес более 0.7, относится к «железным деревьям».
Гавайцы традиционно использовали стволы в строительстве, изготовлении статуй идолов, инструментов и оружия. Дрова горят жарко и чисто.
Цветы охиа использовали в создании леев, ими лечили боль

Деревья — одни из немногих медоносных растений на Гавайских островах, их нектаром питаются птицы — гавайские цветочницы
Когда Томас Смит, Леонард Фрид и их коллеги изучили   собранные в недавнем прошлом музейные образцы одной из гавайских цветочниц,   ииви, они обнаружили, что её клюв в девятнадцатом веке был длиннее, чем в наши   дни. Затем они обнаружили немного записей из недавнего прошлого – девятнадцатого   века. Эти записи документировали кормление цветочниц ииви на ныне редких или   вымерших представителях лобелиевых с длинными трубчатыми цветками, которые производили   обильный, богатый сахарами-гексозами нектар, но не имели никакого запаха – это   особенности цветков, которые соответствуют скорее птицам, чем насекомым, которых   зарегистрировала Кори. Длинный клюв хорошо служил бы цветочнице ииви, когда   эти цветы встречались значительно чаще.

Большинство особей ииви наблюдалось кормящимися на открытых цветках дерева охайя   лехуа (Metrosideros), которые лишены трубчатых венчиков, определённо приспособленных   к птицам. Смит, Фрид и их коллеги выдвинули гипотезу о том, что, когда в девятнадцатом   веке численность лобелиевых снизилась, некогда обычные цветочницы ииви начали   переходить на другие цветочные ресурсы ради выживания. Цветочницам не требуются   никакие специальные адаптации клюва, чтобы добывать нектар из цветков охайя.   Зоологи предполагают, что изменение в рационе с трубчатых цветков на открытые   привело к возникновению движущего отбора в сторону появления более коротких   клювов. Иными словами, особи ииви с самыми длинными, сильнее изогнутыми вниз   клювами пропали из размножающихся популяций в течение последней сотни поколений.   Надклювья у ииви нашего времени на 2-3 процента короче, чем у ииви, поступивших   в коллекции до 1902 г., когда лобелиевые были ещё довольно обычны в лесах.

## Родственные виды и разновидности
Род Метросидерос распространён в Юго-Восточной Азии и Океании. На Гавайских островах ростут 5 эндемичных видов, отличающихся по листьям:
- Metrosideros polymorpha
- Metrosideros macropus
- Metrosideros rugosa
- Metrosideros tremuloides
- Metrosideros waialealae.

Большое разнообразие форм деревьев охиа породило множество синонимов вида и позволило выделить ряд разновидностей (var., сортов): dieteri, glaberrima, incana, macrophylla, newelli, polymorpha, pumila, pseudorugosa

## Охрана природы

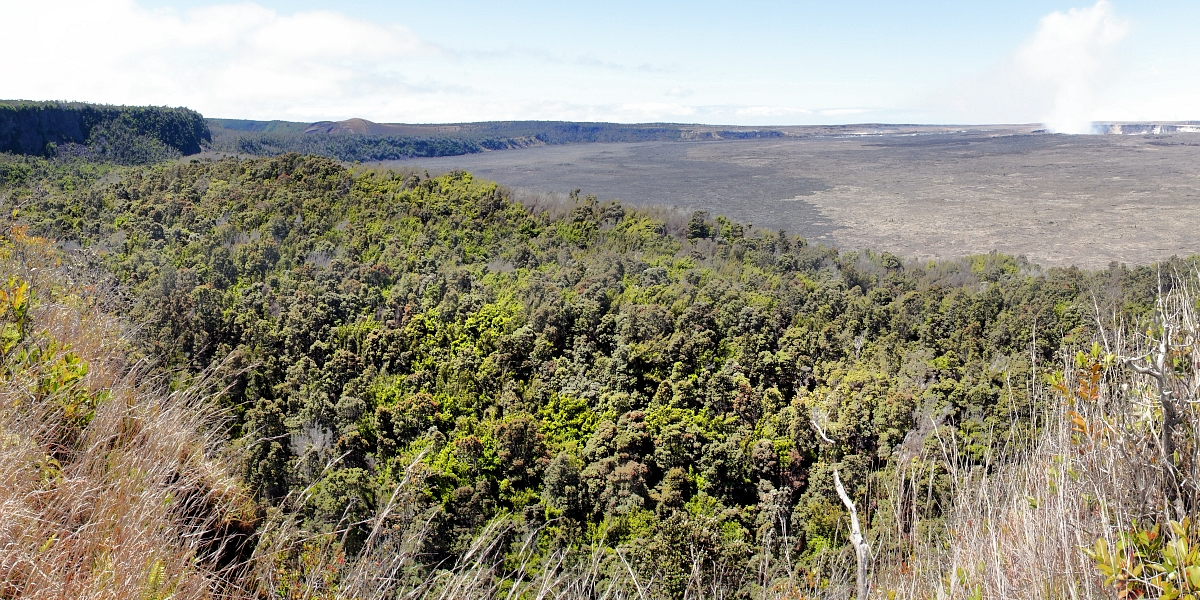
Лес из охиа (сероватая листва) и чужеродных видов (ярко-зелёная листва)

Леса из охиа на Гавайиях очень страдают от конкуренции с бесчисленными чужеродными видами растений (биологическое загрязнение).
Опасным является древесный гриб Ceratocystis fimbriata, который заразил леса охиа на острове Гавайии и вызывает её быструю гибель — называемую «Rapid Oh’ia Death».
Несколько видов редких насекомых связаны с деревьямми: Loxops caeruleirostris и усачи рода Plagithmysus попали под угрозу исчезновения из-за сокращения лесных площадей.

## Этимология
Латинское название (лат. Metrosíderos polymorpha — дословно «Метросидерос многообразный») рода Метросидерос является производным от греческих слов метра — «сердцевина», и сидерон — «железо». Видовое название указывает на полиморфизм — разнообразие форм деревьев.
Гавайское слово охиа означает красный шар, или Малайское яблоко (прото-океаническое слово кафика).
Название охиа принято в русском языке для обозначения этого гавайского дерева.

## Мифология
В Гавайской мифологии есть легенды о молодых влюблённых: мужчина Охиа и женщина Лехуа:
- Богиня Пеле влюбилась в красавца Охиа, но он отверг её. В порыве ревности Пеле превратила его в дерево. Лехуа была потрясена этим, и из жалости другие боги превратили её в красный цветок и положили на дерево Охиа[18].
- Другие легенды говорят о том, что Пеле почувствовала угрызения совести, но не смогла вернуть Охиа, поэтому она сама превратила Лехуа в цветок[19].
- Многие верят, что если сорвать цветок Лехуа с дерева Охиа, то пойдёт дождь — от слёз разделённых влюбленных.